# Allaktit
Allaktit är ett sällsynt arsenatmineral i metamorfa fyndigheter av
manganmalm. Dess namn härstammar från grekiska αλλάκτειν (allaktein) som betyder "att ändra", med hänvisning till den starka pleokroismen hos mineralet.

## Egenskaper
Allaktit med formeln Mn7(AsO4)2(OH)8, är ett basiskt manganarsenat och uppträder som monoklina kristaller med starkt pleokroism. Mineralet uppvisar även alexandriteffekt (ljuskälleberoende färgväxling).

## Förekomst
Allaktit förekommer i New Jersey, USA, och i Sverige i de värmländska manganrika järngruvorna i bland annat Långban, Mossgruvan (som är typlokalen) och Brattforsgruvan.